# 托科河
托科河是俄羅斯的河流，屬於恰拉河的右支流，由薩哈共和國負責管轄，河道全長446公里，流域面積約23,100平方公里，河水主要來自融雪和雨水。